# Henry Porter
Henry Porter (1953) è un giornalista e scrittore inglese.

## Carriera
Editore del The Sunday Times, nel 1988 è passato al Sunday Correspondent magazine; ha collaborato con numerosi quotidiani internazionali (The Guardian, The Observer, Evening Standard e Sunday Telegraph).
Attualmente è editorialista della edizione britannica di Vanity Fair.

## Ascendenza
|                            |                         |                                 | Genitori                              |  |  | Nonni |  |  | Bisnonni                   |  |  | Trisnonni    |  |
|                            |                         |                                 |                                       |  |  |       |  |  | Henry Robert Mansel Porter |  |  | Henry Taylor |  |
|                            |                         |                                 |                                       |  |  |       |  |  | Henry Robert Mansel Porter |  |  | Henry Taylor |  |
|                            |                         | Sibella Rose Gideon             |                                       |  |  |       |  |  | Henry Robert Mansel Porter |  |  |              |  |
| Henry Colin Mansel Porter  |                         |                                 |                                       |  |  |       |  |  | Henry Robert Mansel Porter |  |  |              |  |
|                            |                         | Justine Henrietta Ross          | Colin George Ross                     |  |  |       |  |  |                            |  |  |              |  |
|                            |                         | Justine Henrietta Ross          | Colin George Ross                     |  |  |       |  |  |                            |  |  |              |  |
|                            |                         | Justine Henrietta Ross          | Christian Alexandrina Paton Henderson |  |  |       |  |  |                            |  |  |              |  |
| Henry Robert Mansel Porter |                         | Justine Henrietta Ross          |                                       |  |  |       |  |  |                            |  |  |              |  |
|                            |                         | Geoffrey Lionel Packard Cheston | …                                     |  |  |       |  |  |                            |  |  |              |  |
|                            |                         | Geoffrey Lionel Packard Cheston | …                                     |  |  |       |  |  |                            |  |  |              |  |
|                            |                         | Geoffrey Lionel Packard Cheston | …                                     |  |  |       |  |  |                            |  |  |              |  |
| Edith Enid Cheston         |                         | Geoffrey Lionel Packard Cheston |                                       |  |  |       |  |  |                            |  |  |              |  |
|                            |                         | Mary Elizabeth Moorhouse        | …                                     |  |  |       |  |  |                            |  |  |              |  |
|                            |                         | Mary Elizabeth Moorhouse        | …                                     |  |  |       |  |  |                            |  |  |              |  |
|                            |                         | Mary Elizabeth Moorhouse        | …                                     |  |  |       |  |  |                            |  |  |              |  |
| Henry Porter               |                         | Mary Elizabeth Moorhouse        |                                       |  |  |       |  |  |                            |  |  |              |  |
|                            | Leopold Richard Seymour | George Hamilton Seymour         |                                       |  |  |       |  |  |                            |  |  |              |  |
|                            | Leopold Richard Seymour | George Hamilton Seymour         |                                       |  |  |       |  |  |                            |  |  |              |  |
|                            | Leopold Richard Seymour | Gertrude Trevor                 |                                       |  |  |       |  |  |                            |  |  |              |  |
| Beauchamp Seymour          | Leopold Richard Seymour |                                 |                                       |  |  |       |  |  |                            |  |  |              |  |
|                            |                         | Mary Hubbard Sturgis            | Russell Sturgis                       |  |  |       |  |  |                            |  |  |              |  |
|                            |                         | Mary Hubbard Sturgis            | Russell Sturgis                       |  |  |       |  |  |                            |  |  |              |  |
|                            |                         | Mary Hubbard Sturgis            | Julia Overing Boit                    |  |  |       |  |  |                            |  |  |              |  |
| Anne Victoria Seymour      |                         | Mary Hubbard Sturgis            |                                       |  |  |       |  |  |                            |  |  |              |  |
|                            |                         | Herbert Brown                   | William Marshall Brown                |  |  |       |  |  |                            |  |  |              |  |
|                            |                         | Herbert Brown                   | William Marshall Brown                |  |  |       |  |  |                            |  |  |              |  |
|                            |                         | Herbert Brown                   | Charlotte Lambert                     |  |  |       |  |  |                            |  |  |              |  |
| Eva Douglas Brown          |                         | Herbert Brown                   |                                       |  |  |       |  |  |                            |  |  |              |  |
|                            |                         | Rosa Mary Skinner               | Francis Skinner                       |  |  |       |  |  |                            |  |  |              |  |
|                            |                         | Rosa Mary Skinner               | Francis Skinner                       |  |  |       |  |  |                            |  |  |              |  |
|                            |                         | Rosa Mary Skinner               | Rhoda Purnell                         |  |  |       |  |  |                            |  |  |              |  |
|                            |                         | Rosa Mary Skinner               |                                       |  |  |       |  |  |                            |  |  |              |  |

## Romanzi pubblicati
Serie con Robert Hartland
- Una vita da spia - (A Spy's Life - negli USA nel 2001, in Italia nel 2002)
- Rebus - (Empire State - negli USA nel 2003, in Italia nel 2005)
- L'uomo di Brandeburgo - (Brandenburg - negli USA nel 2005, in Italia nel 2006)

Altri romanzi
- Il giorno del tradimento - (Remembrance Day - negli USA nel 1999, in Italia nel 2000)
- The Dying Light - (negli USA nel 2008, non ancora pubblicato in Italia)